# Phidiana

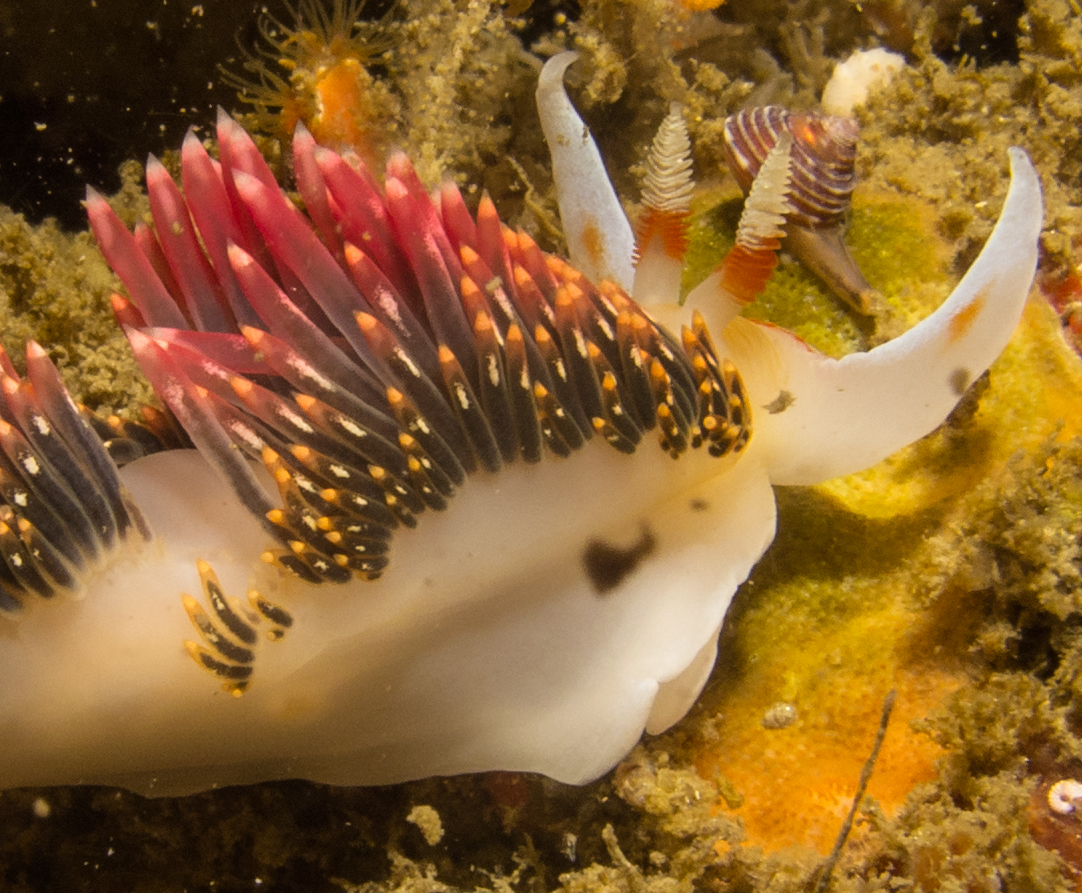
Phidiana hiltoni, Carmel, California

Phidiana es un género de moluscos nudibranquios de la familia Facelinidae.

## Especies
El Registro Mundial de Especies Marinas acepta las siguientes especies válidas en el género:
- Phidiana adiuncta Ortea, Caballer & Moro, 2004
- Phidiana anulifera (Baba, 1949)
- Phidiana bourailli (Risbec, 1928)
- Phidiana hiltoni (O'Donoghue, 1927)
- Phidiana lascrucensis Bertsch & Ferreira, 1974
- Phidiana lottini (Lesson, 1831)
- Phidiana lynceus Bergh, 1867
- Phidiana mariadelmarae García F. & Troncoso, 1999
- Phidiana militaris (Alder & Hancock, 1864)
- Phidiana milleri Rudman, 1980
- Phidiana patagonica (d'Orbigny, 1836)
- Phidiana pegasus Willan, 1987
- Phidiana riosi García & Troncoso, 2003
- Phidiana salaamica Rudman, 1980
- Phidiana semidecora (Pease, 1860)
- Phidiana unilineata (Alder & Hancock, 1864)

Especie cuya validez es incierta o disputada por expertos:
- Phidiana obscura (Risbec, 1928) (taxon inquirendum)

Especie publicada en línea pendiente de registro oficial:
- Phidiana mimica Padula, Wirtz & Schrödl, 2014

Especies cuyo nombre ha dejado de ser aceptado por sinonimia:
- Phidiana attenuata Couthouy, 1852 aceptada como Phidiana lottini (Lesson, 1831)
- Phidiana bouraili [sic] aceptada como Phidiana bourailli (Risbec, 1928)
- Phidiana bourrailli [sic] aceptada como Phidiana bourailli (Risbec, 1928)
- Phidiana brevicauda Engel, 1925 aceptada como Phidiana lynceus Bergh, 1867
- Phidiana crassicornis (Eschscholtz, 1831) aceptada como Hermissenda crassicornis (Eschscholtz, 1831)
- Phidiana exigua Bergh, 1898 aceptada como Phidiana lottini (Lesson, 1831)
- Phidiana indica (Bergh, 1896) aceptada como Caloría indica (Bergh, 1896)
- Phidiana nigra MacFarland, 1966 aceptada como Phidiana hiltoni (O'Donoghue, 1927)
- Phidiana pugnax Lance, 1961 aceptada como Phidiana hiltoni (O'Donoghue, 1927)
- Phidiana selencae Bergh, 1879 aceptada como Phidiana lynceus Bergh, 1867
- Phidiana tenuis Eliot, 1905 aceptada como Phyllodesmium poindimiei (Risbec, 1928)

## Galería

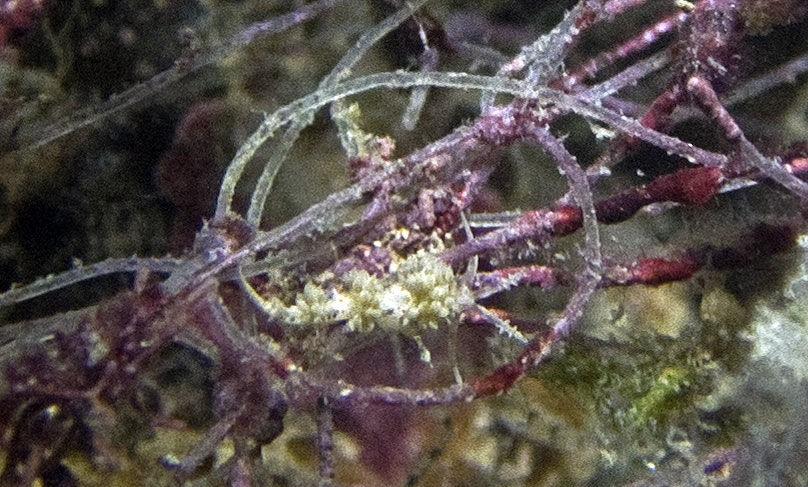
Phidiana bourailli
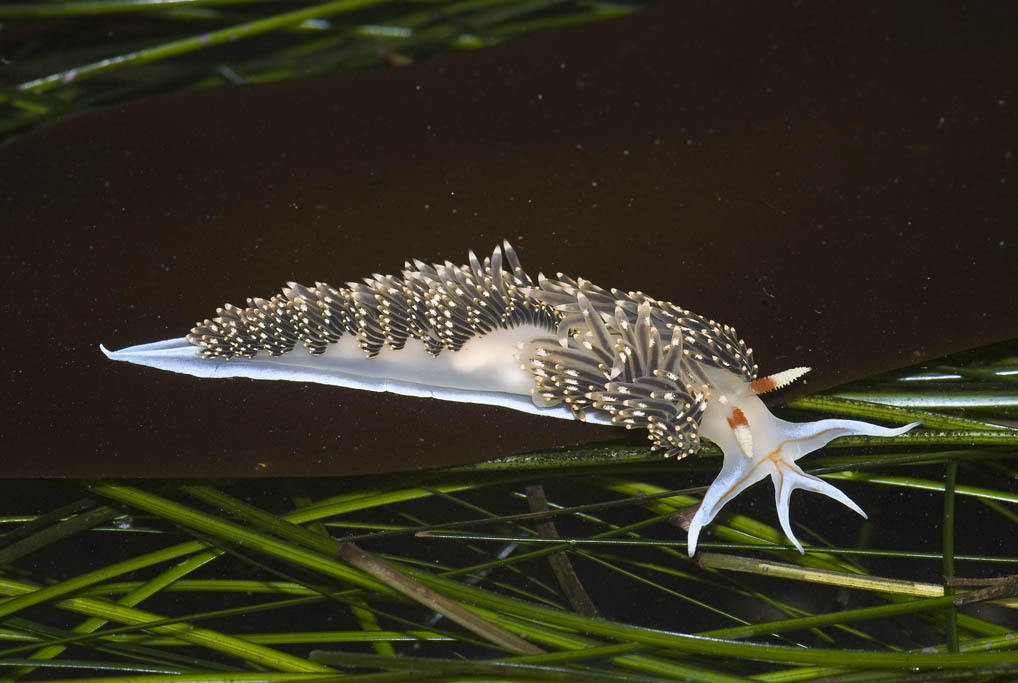
Phidiana hiltoni
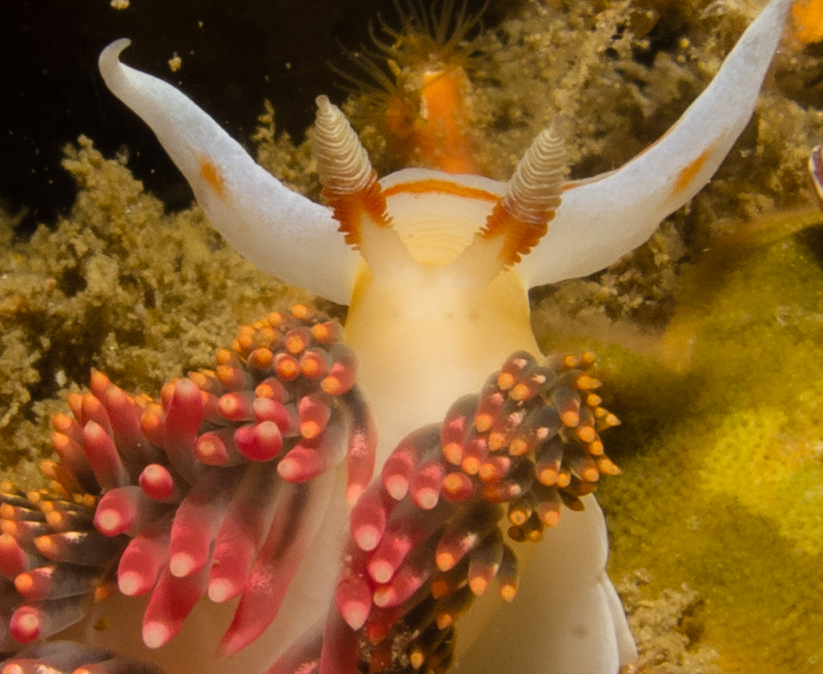
Phidiana hiltoni, vista de rinóforos
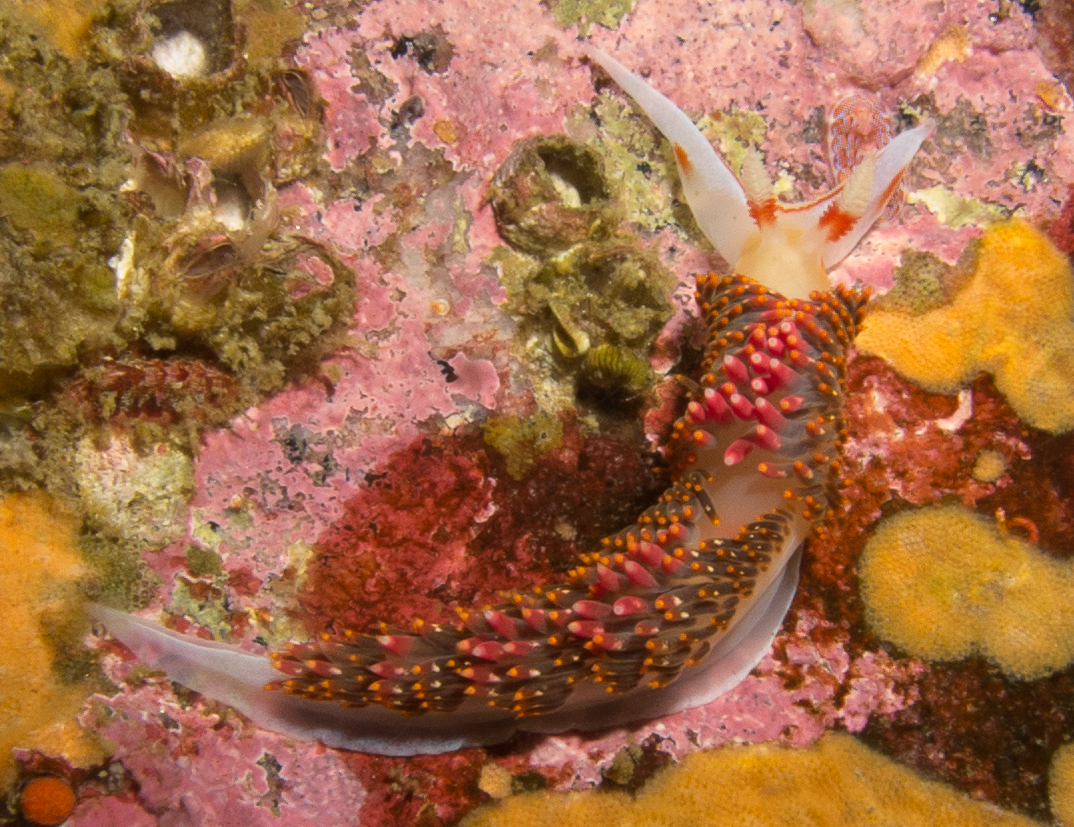
Phidiana hiltoni en Carmel, California
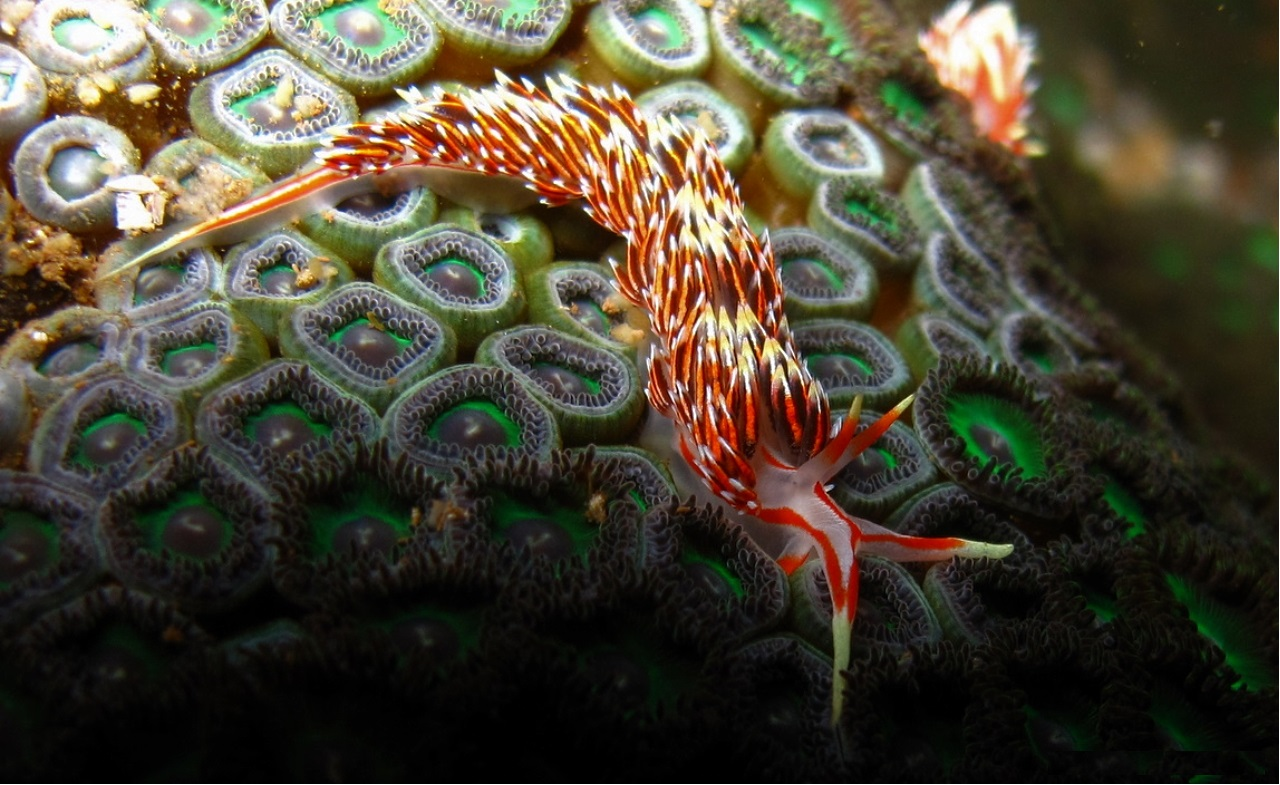
Phidiana militaris en Ratnagiri, India
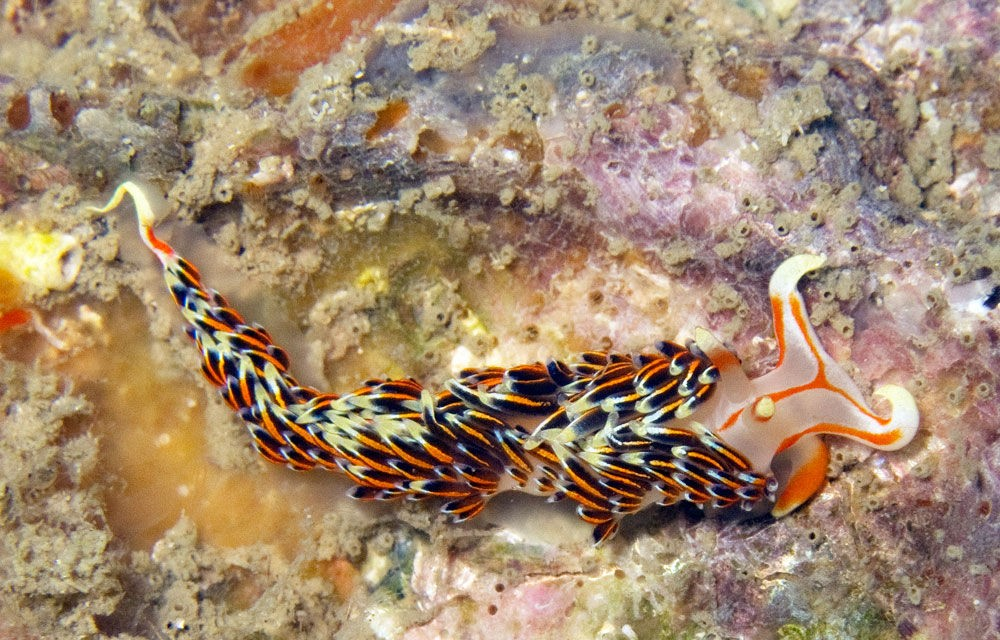
Phidiana militaris en Koh Phangan, Tailandia

## Morfología
El género se caracteriza por tener un par de largos tentáculos orales; los rinóforos lamelados; el pie está anteriormente redondeado; los grupos de ceratas, o branquias, están dispuestos en hileras oblicuas; las mandíbulas tienen un borde masticatorio con una hilera de dentículos; los dientes radulares están provistos de dentículos laterales sobre una cúspide central; y el pene está provisto de una espina.

## Reproducción
Son ovíparos y hermafroditas simultáneos, que cuentan con órganos genitales femeninos y masculinos: receptáculo seminal, bursa copulatrix o vagina, próstata y pene. No obstante, no pueden autofertilizarse, por lo que necesitan copular con otro individuo para ello. La cópula puede ser unidireccional, entre dos individuos, o en grupo, formando cadenas o círculos en las que un mismo individuo ejerce de macho inseminando a otro ejemplar, mientras simultáneamente es inseminado por otro individuo diferente. Los huevos eclosionan larvas planctónicas velígeras que desarrollan a la forma adulta.

## Alimentación
Principalmente son predadores carnívoros, alimentándose de hidroides, como especies de Plumularia, Campanulariidae,  Sertulariidae  o Hydractinia; así como de briozoos de los órdenes Cyclostomatida o Cheilostomatida. También se han encontrado en sus heces, restos de anfípodos, ostrácodos, foraminíferos, diatomeas o algas filamentosas, e incluso de otros nudibranquios, como Cuthona fulgens o Hermissenda crassicornis, y de masas de huevos de estos.

## Hábitat y distribución
Estas pequeñas babosas marinas se distribuyen por los océanos Atlántico, Índico y Pacífico, desde las costas africanas hasta California, y al norte hasta Japón.
Habitan aguas templadas y tropicales, en un rango de profundidad de, al menos, 0 y 34 m; y en un rango de temperatura entre 9.96 y 24.20 °C.